# Mercuriusfontein (Olomouc)
De Mercuriusfontein (Tsjechisch: Merkurova kašna en Duits: Merkurbrunnen) is een barokke fontein in de Moravische stad Olomouc. De fontein staat op de kruising van de straten ulice 8. května (8 mei-straat) en ulice 28. října (28 oktober-straat). De Mercuriusfontein is gemaakt door Filip Sattler en Václav Render in samenwerking met Johann Jacob Kniebandel en werd in 1727 voltooid. Het is samen met de andere barokke fonteinen (Neptunusfontein, Herculesfontein, Jupiterfontein, Tritonenfontein en Caesarfontein) en de twee pestzuilen (Zuil van de Heilige Drie-eenheid en Mariazuil) sinds 1995 een nationaal cultureel monument.